# Louis Noverraz
Louis Noverraz (* 10. Mai 1902 in Cully-Lutry, Waadt, Schweiz; † 15. Mai 1972 in Genf) war ein Schweizer Segler. Er gewann bei den Olympischen Sommerspielen 1968 in Mexiko eine Silbermedaille.

## Leben
Noverraz hat eine lange Karriere vorzuweisen. Er trat vier Mal bei den Olympischen Spielen an (Olympische Sommerspiele 1936 (Kiel, Ylliam II, disqualifiziert), Olympische Sommerspiele 1948 (London, Ylliam VII, 7. Platz) und 1952 (Helsinki, Ylliam VIII, 6. Platz)). Zusammen mit Bernard Dunand und Marcel Stern gewann er die Silbermedaille bei den Olympischen Spielen 1968 mit der 5,5 m IR (International Rule) in Acapulco.
In seiner Karriere konnte er 1500 Siege verbuchen, darunter die Weltmeisterschaft 1961 (Helsinki, 5,5 m IR) und zwei Europameisterschaften 1953 (6 m IR) und 1968 (5,5 m IR) sowie der One-Ton-Cup-Event in Oyster Bay, New York, 1953, wo er der erste Nicht-Amerikaner war, der diese prestigereiche Trophäe gewann. 1970 bat ihn Baron Marcel Bich, ihn als Skipper auf der France I im America’s Cup zu unterstützen.
Daneben war Noverraz auch Autorennfahrer, in Bugattis (1st Grand Prix de Bern) in der Formel 1 1949.
Im Alltag wirkte Noverraz als Architekt und galt als hervorragender Billardspieler.
Er trat für die SN Genève an.